# John Jamieson
John Jamieson (ur. 1863, zm. 17 listopada 1921) – szkocki rugbysta, reprezentant kraju.
Związany był z West of Scotland Football Club. W latach 1883–1885 rozegrał dziewięć spotkań dla szkockiej reprezentacji zdobywając dwa przyłożenia, które wówczas nie miały jednak wartości punktowej.
Przeprowadził się następnie do Nowej Zelandii, gdzie prowadził farmę owiec. W latach 1886–1887 grał dla Hawke’s Bay.
Żonaty z Harriet Beamish, z którą miał syna Williama, a następnie z Alice Reynolds.